# ميخائيل مايهيو
ميخائيل مايهيو (بالإنجليزية: Michael Mayhew)‏ هو لاعب اتحاد الرغبي نيوزيلندي، ولد في 22 يناير 1987 في أوكلاند في نيوزيلندا.